# Gouvernement Kolo
IVe République
Beriziky Ravelonarivo
Le gouvernement Kolo est le gouvernement malgache du 18 avril 2014 au 12 janvier 2015.

## Coalition et historique
Le Premier ministre Roger Kolo est nommé le 12 avril 2014 et son gouvernement le 18 avril 2014.
Il démissionne le 12 janvier 2015.

## Composition
Voici la composition du gouvernement nommé par Roger Kolo le 18 avril 2014:
| Fonction                                                                                          | Nom                                                     |
| ------------------------------------------------------------------------------------------------- | ------------------------------------------------------- |
| Ministre d’Etat chargé des Infrastructures, de l’Equipement et de l’Aménagement du Territoire     | Rivo Rakotovao                                          |
| Ministre auprès de la Présidence chargé des Ressources Stratégiques                               | Joéli Valérien Lalaharisaina                            |
| Ministre de la Défense Nationale                                                                  | Général de Division Dominique Jean Olivier Rakotozafy   |
| Ministre des Affaires Etrangères                                                                  | Arisoa Lala Razafitrimo                                 |
| Garde des Sceaux, Ministre de la Justice                                                          | Noëline Ramanantenasoa                                  |
| Ministre des Finances et du Budget                                                                | Jean Razafindravonona                                   |
| Ministre de l’Economie et de la Planification                                                     | Général de Division Herilanto Raveloharison             |
| Ministre de l’Intérieur et de la Décentralisation                                                 | Solonandrasana Olivier Mahafaly                         |
| Ministre de l'Industrie, du Développement du Secteur Privé et des Petites et Moyennes Entreprises | Jules Etienne Rolland                                   |
| Ministre de l'Agriculture et du Développement Rural                                               | Rolland Ravatomanga                                     |
| Ministre de la Santé Publique                                                                     | Roger Kolo                                              |
| Ministre de l’Enseignement Supérieur et de la Recherche Scientifique                              | Marie Monique Rasoazananera                             |
| Ministre de l’Education Nationale                                                                 | Andrianiaina Paul Rabary                                |
| Ministre de l’Emploi, de l’Enseignement Technique et de la Formation Professionnelle              | Gatien Horace                                           |
| Ministre des Travaux Publics                                                                      | Iarovana Roland Ratsiraka                               |
| Ministre de la Sécurité Publique                                                                  | Contrôleur Général de Police Blaise Richard Randimbisoa |
| Ministre de l’Environnement, de l’Ecologie et des Forêts                                          | Anthelme Ramparany                                      |
| Ministre du Commerce et de la Consommation                                                        | Narson Rafidimanana                                     |
| Ministre de l’Energie                                                                             | Richard Fienena                                         |
| Ministre de l’Eau                                                                                 | Bénédicte Johanita Ndahimananjara                       |
| Ministre des Ressources Halieutiques et de la Pêche                                               | Ahmad                                                   |
| Ministre de l’Elevage et de la Protection Animale                                                 | Joseph Martin Randriamampionona                         |
| Ministre des Transports et de la Météorologie                                                     | Jacques Ulrich Andriantiana                             |
| Ministre de la Fonction Publique, du Travail et des Lois Sociales                                 | Jean de Dieu Maharante                                  |
| Ministre de la Population, de la Protection Sociale et de la Promotion de la Femme                | Raharisoa Eléonore Johasy                               |
| Ministre du Tourisme                                                                              | Ramarcel Benjamina Ramanantsoa                          |
| Ministre des Postes, des Télécommunications et des Nouvelles Technologies                         | André Neypatraiky Rakotomamonjy                         |
| Ministre de la Communication, de l’Information et des Relations avec les Institutions             | Mahaforona Cyrille Reboza                               |
| Ministre de la Jeunesse et des Loisirs                                                            | Jean Anicet Andriamosarisoa                             |
| Ministre de l’Artisanat, de la Culture et des Patrimoines                                         | Vaonalaroy Randrianarisoa                               |
| Secrétaire d’Etat auprès du Ministère de la Défense Nationale chargé de la Gendarmerie            | Général de Division Didier Gérard Paza                  |